# Tetracera parviflora
Tetracera parviflora är en tvåhjärtbladig växtart som först beskrevs av Henry Hurd Rusby, och fick sitt nu gällande namn av Herman Otto Sleumer. Tetracera parviflora ingår i släktet Tetracera och familjen Dilleniaceae. Inga underarter finns listade i Catalogue of Life.